# Alcea peduncularis
Alcea peduncularis là một loài thực vật có hoa trong họ Cẩm quỳ. Loài này được Boiss. & Hausskn. mô tả khoa học đầu tiên năm 1888.